# Paranemastoma kalischevskyi
Espèce
Synonymes
- Nemastoma kalischevskyi Roewer, 1951
- Nemastoma suchumium Roewer, 1951
- Nemastoma charitonovi Mcheidze, 1952

Paranemastoma kalischevskyi est une espèce d'opilions dyspnois de la famille des Nemastomatidae.

## Distribution
Cette espèce se rencontre en Géorgie, en Azerbaïdjan, en Turquie et en Russie en Ciscaucasie.

## Description
Le mâle holotype mesure 4,5 mm et la femelle paratype 5 mm.
Les mâles mesurent de 2,95 à 3,9 mm et les femelles de 3,5 à 4,3 mm.

## Systématique et taxinomie
Cette espèce a été décrite sous le protonyme Nemastoma kalischevskyi par Roewer en 1951. Elle est placée dans le genre Paranemastoma par Staręga en 1978.
Nemastoma suchumium et Nemastoma charitonovi ont été placées en synonymie par Martens en 2006.

## Publication originale
- Roewer, 1951 : « Über Nemastomatiden. Weitere Weberknechte XVI. » Senckenbergiana, vol. 32, p. 95–153.